# Hervé de Bourg-Dieu

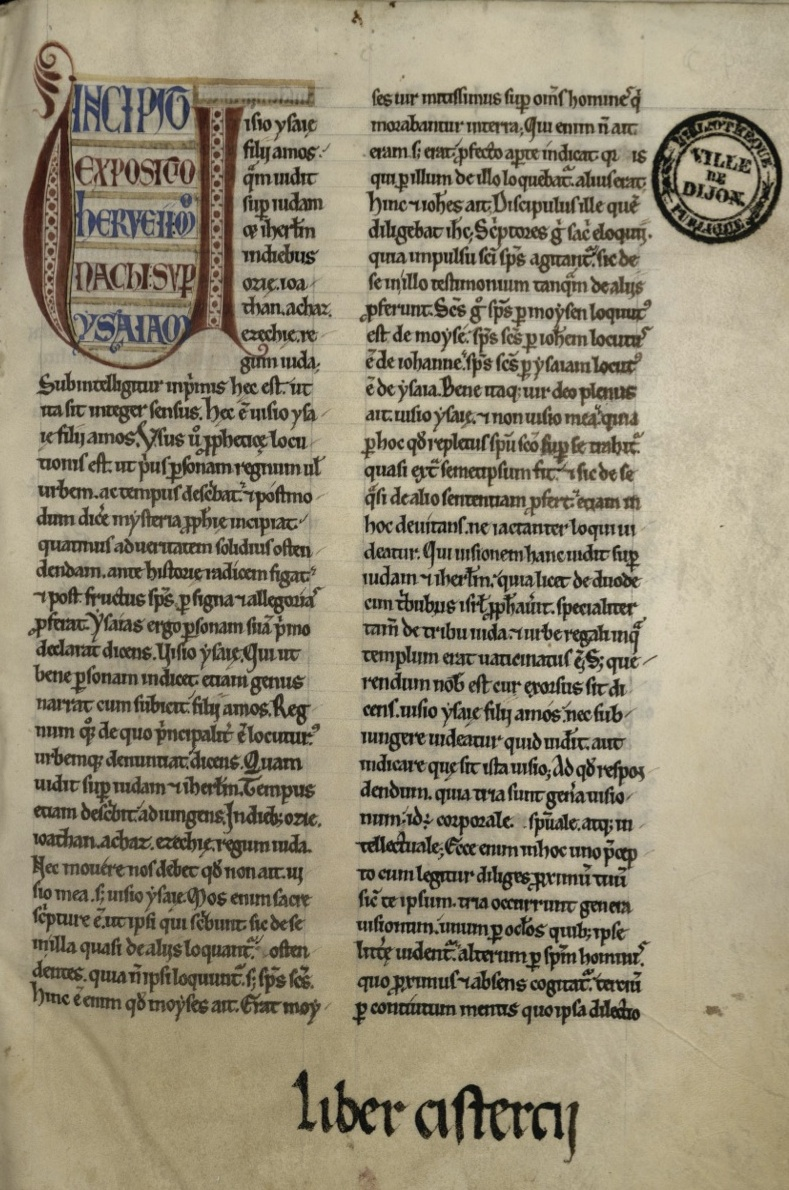
Folio 2 del manuscrito Commentarii in Isaiam prophetam

Hervé de Bourg-Dieu, latinizado como Herveus Burgidolensis (c. 1080, Le Mans-1150, Déols) fue un exegeta benedictino francés.
Entró en el monasterio benedictino de Déols hacia 1100 y allí pasó el resto de su vida, dedicado al estudio de los Padres de la Iglesia. Es conocido sobre todo por sus Comentarios a Isaías profeta, escritos en latín (Commentarii in Isaiam prophetam), aunque también comentó las Epístolas de San Pablo. Los comentarios sobre el Evangelio de Mateo y el Apocalipsis que se le asignaron fueron escritos en realidad por Anselmo de Laón. Sus obras aparecen en la Patrología Latina de Migne.